# 蒼天に向かって
「蒼天に向かって」（せいてんにむかって）は、2005年7月27日にリリースされた、ロードオブメジャーのメジャー4枚目、通算7枚目のシングルである。

## 概要
- 2ndアルバム『ROAD OF MAJOR II』の先行シングルで、ワンコインシングルとしてリリースされた（1枚500円）。
- タイトル中の「蒼」は当て字であり、全体で読みは「せいてんにむかって」である。
- 「mod's hair」のCMではこの楽曲の英詞バージョンを使用していた。現在リリースされているCDには収録されていない。しかし着うたは配信されており2007年4月4日から公式モバイルサイト「ロードモバイルメジャー」で配信が開始された。
- PVは総勢100名以上バンドがエキストラとして出演した。さらに腕立て伏せをしているエキストラも出演しておりメンバーは演奏シーンとカレー作りをしているシーンがある。
- 「蒼天に向かって」は2ndアルバム『ROAD OF MAJOR II』、ベストアルバム『GOLDEN ROAD 〜BEST〜』に収録されている。

## 収録曲
1. 蒼天に向かって
作詞・作曲：北川賢一　編曲：ロードオブメジャー
  - 「mod's hair　夏は、別ノリ。」キャンペーンソング。
  - 日本テレビ系『音楽戦士 MUSIC FIGHTER』2005年7月エンディングテーマ。